# Đỉnh cao chói lọi

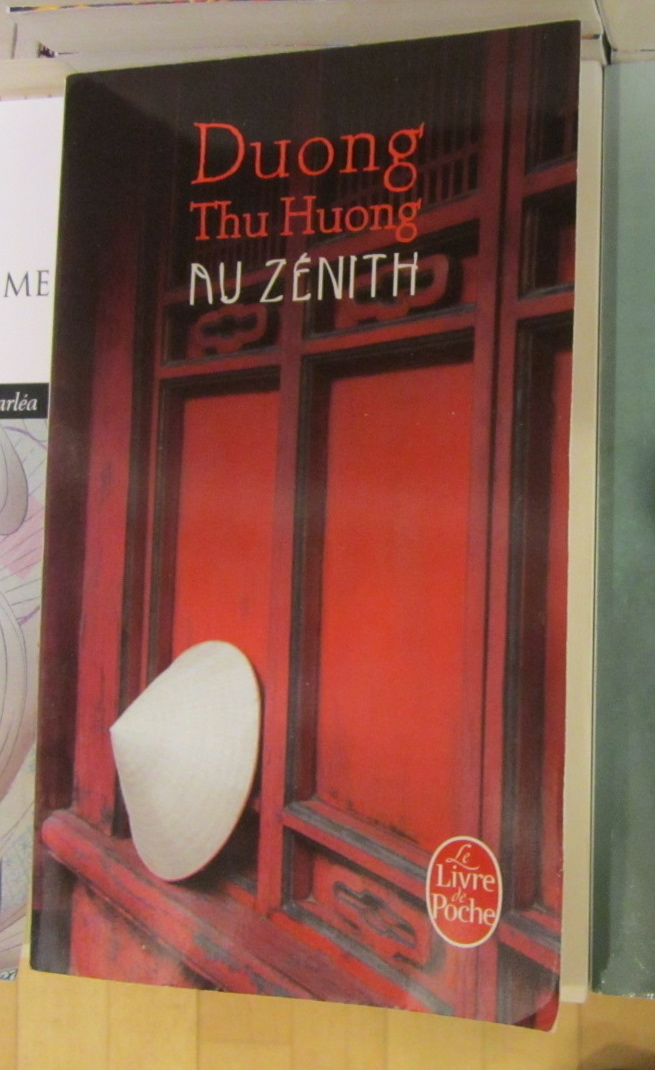
Ấn bản tiếng Pháp bày bán trong tiệm sách

Đỉnh cao chói lọi là tên một cuốn tiểu thuyết của nhà văn Dương Thu Hương với nhân vật chính là Chủ tịch, được dựa trên hình ảnh Hồ Chí Minh - vị Chủ tịch đầu tiên của nước Việt Nam Dân chủ Cộng hoà. Tiểu thuyết này đã được dịch và xuất bản bằng tiếng Pháp với tựa đề là Au Zénith tại Pháp vào tháng 1 năm 2009. Bản tiếng Anh được xuất bản vào 16 tháng 8 năm 2012 có tựa là "The Zenith".

## Nhân định của Dương Thu Hương
Tên tiểu thuyết Đỉnh cao chói lọi, theo như nữ tác giả cho hay: 
| “ | "Đó chính là vị trí của ông Hồ. Người ta đặt ông trên đỉnh cao chói lọi như một vị thánh. Nhưng quá trình tìm hiểu, tôi thấy đó không phải là ông thánh mà là một con người tả tơi đau khổ, tâm hồn rách nát vì bị giằng xé giữa rất nhiều thứ." | ” |

## Nội dung
Tác phẩm này đề cập tới nhân vật chính là Chủ tịch, người nhìn lại quãng đời về già của mình sau khi qua nhiều vinh nhục, ông cảm thấy cô đơn và trống vắng. Chủ tịch cảm thấy tủi nhục khi từng leo lên đỉnh cao chói lọi nhưng không đủ sức để bảo vệ người yêu của mình.
Theo nhà văn Dương Thu Hương "Hồ Chí Minh từ lâu đã biến thành một hình nộm bị dùng bởi hai thế lực lịch sử". Trong cuốn tiểu thuyết này và trong các phát biểu sau đó với các cơ quan truyền thông, bà chống đối cả hai cách nhìn nhận nhân vật lịch sử này, hoặc như một "ông thánh toàn bích", hoặc như một "tội đồ" của cả hai phái chính trị. Bà cho rằng "dù sao ông Hồ trong lịch sử vẫn còn để lại một hình ảnh tốt đẹp trong dân chúng".
Cuốn sách này, mặc dù Dương Thu Hương tự xếp loại là tiểu thuyết, song người đọc và các nhà phê bình vẫn băn khoăn xem thực ra nó là một tiểu thuyết hay một (tiểu thuyết) chính trị. Bà cho hay: "Tôi bảo tôi không biết, vì cái này tuỳ người đọc người ta lựa chọn và định giá. Tôi chỉ cho đây là một cuốn tiểu thuyết".
Tuy nhiên qua một cuộc phỏng vấn với thông tấn xã AFP thì bà Hương cho biết, đã dùng cuốn sách này để kể lại những tình tiết về cuộc đời của ông Hồ lúc về chiều mà bà đã nghiên cứu trong 15 năm và cho là đã bị chính quyền Việt Nam che giấu.

## Bản quyền
Tác giả không giữ bản quyền bằng tiếng Việt và phiên bản tiếng Việt này được phát hành trên mạng Internet.